# Соната для віолончелі соло (Лігеті)
Соната для віолончелі соло — ранній твір Дьордя Лігеті. Соната була написана у 1948–1953 роках. Твір був різко негативно сприйнятий Спілкою композиторів комуністичної Угорщини. Сонату не дозволяли публікувати і виконувати. Тільки через чверть століття (у 1980-х — 90-х роках), виконання сонати відновилося, і відтоді вона ввійшла до стандартного репертуару багатьох віолончелістів. Лігеті було простіше написати для віолончелі, ніж для якогось іншого струнного інструменту тому, що він ознайомився з інструментом у консерваторії у м. Клуж. Пізніше також були заохочення від друзів-віолончелістів, серед яких Зігфрід Пальм (нім. Siegfried Palm), для якого він написав свій перший концерт. Соната складається з двох частин: Dialogo і Capriccio.

## Історія створення сонати
Завершуючи навчання в Консерваторії ім. Ференца Ліста в Будапешті, Дьордь Лігеті зарекомендував себе як дуже обдарований студент. У цьому ж році, він написав Dialogo, що пізніше стало першою частиною сонати для віолончелі соло. Цей твір було написано для студентки-віолончелістки Анни Вірані (Virány Annuss), яка теж навчалася у Будапештській академії музики, і в яку композитор був закоханий. Вірані ознайомилася з твором, втім, ніколи його не виконувала. Декілька років потому, а саме в 1953 році, Лігеті зустрівся з Вірою Денеш (Dénes Vera), уже доволі відомою віолончелісткою, яка попросила його написати музичний твір. На той час Лігеті написав лише одну невиконану роботу для віолончелі, і тому запропонував розширити Dialogo у «коротку сонату з двох частин», додавши віртуозну частину, що отримала назву «Капріччіо». Угорщина, як і раніше, перебувала під радянською окупацією, тож твори Лігеті перевірялися підконтрольною комуністичній партії Спілкою композиторів Угорщини. Сонату було заборонено виконувати до 1979 року.

## Аналіз твору

### Діалого (Dialogo)

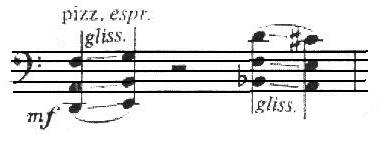
Перший такт «Діалоґо»

Лігеті сам визнавав, що його рання творчість (до 1956 року) була під сильним впливом Бели Бартока і Золтана Кодаї. Частина складається з шістнадцяти тактів. Втім, тактові риски тут до певної міри є умовністю, вони лиш вказують на фразування. Згідно з побажаннями автора, твір треба виконувати «Adagio (повільно, спокійно), rubato, (вільно) cantabile (наспівно)». Частина починається двома парами акордів, що виконуються піцикато, розділених прийомом глісандо. Це — розширена віолончельна техніка, яку так захищав Барток. Застосовується дорійський лад від ноти «Ре». В цій частині використовуються тембральні і ладові можливості. Нижня пара струн («чоловічий голос») характеризується дорійським ладом від ноти «Ре». У той час як верхня пара струн («жіночий голос») характеризується тональними взаємозв'язками, де нота «ре» відчувається як тоніка. Можливо, мелодія навіяна давніми модальними ладами, які переважали у східноєвропейській народній музичній традиції.

### Капрічіо (Capriccio)
Якщо перша частина за своїм романтичним стилем нагадує Кодаї, то друга є однозначно «бартоківською». Лігеті так написав про «Капрічіо»: "через те, що друга частина має «амбіцію», стати частиною сонати, я написав її в сонатній формі. Це віртуозна п'єса у моєму пізнішому стилі, що є ближчим до Бартока. Мені було 30 років, коли я її написав. Я любив віртуозність, і використовував «гру на межі можливостей».
Насправді «Капріччіо» написано безпосередньо під впливом каприсів для скрипки Паганіні, котрими Лігеті захоплювався, іще будучи дитиною. Як контраст до ліричного рубатного «Діалого», «Капріччіо» написано майже повністю у невблаганному розмірі 3/8, що раптово перериваються тільки в середній частині, як згадка про «діалого». Твір позначений «престо кон слачо та форте вігорозо». Спочатку два короткі мотиви експонуються окремо, але потім сплітаються разом, в наростаючому заплутаному масивному крещендо, яке спадає у модальній другій темі побічної партії з педальним звуком «ля». Ця тема та початковий мотив є у тритонному співвідношенні — це широковживаний композиторський прийом Бартока. У середині частини коротко проходить тема «Діалого», що пов'язує обидві частини сонати в один твір. Після цього знову наступає «Капріччіо», яке переростає у резюмуючу (tutta la forza) коду, що завершується у соль-мажорі.